# María Cristina Menares
María Cristina Menares Varas (La Serena, 1914-Santiago, 29 de marzo de 2012) fue una poeta y música chilena.
A los 15 años ganó el concurso de la revista Ecran con el poema Como te quisiera. Se relacionó también con la cultura musical de diversos países y fue merecedora de  varios premios literarios. Se desempeñó como agregada cultural del gobierno de Chile en diversos países.
Casada con el futbolista e ingeniero civil peruano Jorge Góngora Montalván, con quien tuvo 2 hijas: Rita y Letty.
Con respecto a su poesía, el autor Carlos Órdenes Pincheira ha hecho notar: "Con su acento característico, esto es, en buena poesía, la autora posee la facultad de interpretar al hombre embriagado, azotado por una vida injusta que lo ha marginado de la gracia de tener un camino en el que no falten el pan, la música, la tibieza y el canto...".

## Obras
Algunas de sus obras son:
- «Pluma de nidal lejano» (1935).
- «La estrella en el agua» (1941).
- «Raíz eterna» (1944)
- «Antología» (1946).
- «Lunita Nueva» (1952).
- «La rosa libre» (1958).
- «Cantos de Patria o Muerte» (1970).
- «Batalla contra el olvido» (1984).
- «Onírico vuelo a Rapa Nui» (1989).
- «Cantares de América» (1991).
- «Caracol musical» (2000).
- «Crónicas y Leyendas» (1995. prosa).
- «Magia de Rapa Nui» (2005).